# 101. СС тешки тенковски батаљон
101. СС тешки тенковски батаљон (  или скраћено SS-Pz. Abt. 101) је био једна од елитних тенковских СС јединица током Другог светског рата. Ова јединица често је ангажована у улози ватрогасца на најугроженијим секторима фронта. Након пренаоружавања са новим тешким тенковима типа Тигар II крајем 1944. године, јединица је преименована у 501. СС тешки тенковски батаљон.
101. СС тешки тенковски батаљон је формиран 19. јула 1943. као део  СС оклопног корпуса. Састојао се од две новоформиране тенковске чете којима је придодата 13. тенковска чета 1. СС оклопног пука. Јединица је придодата 1. СС оклопно-гренадирској дивизији „Телесна гарда Адолфа Хитлера“ са којом је упућена у Италију 23. августа 1943. где је остала до средине октобра. Затим су 1. и 2. чета послате на Источни фронт док је остатак јединице остао на западу.

## Нормандија 1944
У ишчекивању предстојеће савезничке инвазије у Западној Европи, делови батаљона који су се налазили на Источном фронту упућени су на запад у априлу 1944. 1. јуна 1944, батаљон се налазио у близини Бовеа, северозападно од Париза. Од укупно 45 тенкова типа Тигар I са којима је батаљон био наоружан 37 су били оперативно способни а преосталих 8 је било на сервису. Након савезничког искрцавања у Нормандији, 6. јуна 1944, батаљон је упућен у Нормандију где је, упркос честим савезничким бомбардовањима стигао 12. јуна. Након неколико недеља тешких борби, од којих је најпознатија била битка код Вијер-Бокажа, батаљон је до 5. јула изгубио 15 од 45 Тигрова.
Негде у ово време вишак посада је повучен са фронта и упућен у позадину где је започео преобуку на нове тенкове Тигар II. До 7. августа када је остатак дивизије напустио Нормандију, од преосталих 25 Тигрова, само је 21 био у оперативном стању. Батаљон је изгубио скоро све преостале Тигрове током борби у џепу код Фалеза и током масовног немачког повлачења из Француске. 25 Тигрова је уништено у борби, 4 је уништено нападом из ваздуха, а 15 тенкова је уништила њихова посада да не би пали савезницима у руке. Само су 3-4 немачка Тигра успели су да се повуку на запад преко реке Сене. Током борби у Нормандији погинуо је један од најбољих немачких тенковских асова Михаел Витман. Прва тенковска чета која је поново формирана и која је била наоружана новим немачким тешким тенковима Тигар II успела је да током борби северно од Париза и око Бувеза значајно успори савезничко напредовање.
Остатак јединице је 9. септембра упућен на одмор и преобуку на нове тешке тенкове Тигар II. Након изврешног пренаоружавања које је окончано 22. септембра 1944, јединица је добила нови назив 501. СС тешки тенковски батаљон.
Током кратке али жестоке борбе у Нормандији, 101. СС тешки тенковски батањон је нанео савезницима тешке губитке. Уз губитак од 40 тенкова типа Тигар, Немци су уништили 200 савезничких оклопних возила и бројне против-тенковске топове и друга возила.